# Doroth Aoko
Doroth Aoko es una deportista comorense que compitió en taekwondo. Ganó una medalla de bronce en el Campeonato Africano de Taekwondo de 1998, en la categoría de –47 kg.

## Palmarés internacional
| Campeonato Africano | Campeonato Africano | Campeonato Africano | Campeonato Africano |
| Año                 | Lugar               | Medalla             | Categoría           |
| ------------------- | ------------------- | ------------------- | ------------------- |
| 1998                | Nairobi (Kenia)     | Medalla de bronce   | –47 kg              |